# Orog núr
Orog núr (mongolsky Орог Нуур) je bezodtoké jezero v Dolině Jezer u severního úpatí Gobijského Altaje v Mongolsku (Bajanchongorský ajmag). Leží v nadmořské výšce 1216 m. Má rozlohu 130 km² a dosahuje hloubky 4,5 m.

## Pobřeží
Břehy jsou nízké, písečné, místy bažinaté nebo se na nich nacházejí slaniska.

## Vodní režim
Do jezera ústí řeka Tujn gol. V letech s velkým množstvím vody se stává sladkým, naopak v letech s malým množstvím vody se stává slaným a rozpadá se na několik oddělených částí. Zamrzá od listopadu do dubna.

## Fauna
Je bohaté na ryby a vodní ptáky.